# Ралі Італії 2009
Ралі Італії 2009, повна офіційна назва Rally d'Italia Sardegna 2009 — шостий етап чемпіонату світу з ралі 2009 року, 6-те ралі Італії-Сардинія. Гонки відбулися 21 — 24 травня 2009 року в регіоні Сардинія, в провінції Ольбія-Темпіо, з базою в містечку Ольбія. Крім абсолютного заліку пілотів і команд, на цьому етапі відбулися змагання в категоріях JWRC та PC WRC, а також взяли участь пілоти Pirelli Star Driver.

## Характеристика етапу

### Учасники
Для участі в ралі заявки подало 59 екіпажів (стартувало 59), в тому числі у заліку WRC — 15, PC WRC — 15, JWRC — 9 та 20 приватних учасників переважно з Європи. У змаганнях команд взяли участь всі 5 команд категорії виробників (Manufacturers). 

### Кількість автомобілів учасників за класами та марками
Клас A8 (15 автомобілів)
- 8 — Ford Focus RS WRC 08
- 2 — Subaru Impreza WRC 08
- 1 — Subaru Impreza WRC
- 5 — Citroën C4 WRC
- 1 — Citroën Xsara WRC

Клас A7 (4 автомобіля)
- 4 — Renault Clio R3

Клас A6 (7 автомобілів)
| - 3 — Citroen C2 S1600, | - 4 — Suzuki Swift S1600 |

Клас N3 (6 автомобілів)
| - 5 — Ford Fiesta ST | - 1 — Opel Astra OPC |

Клас N4 (27 автомобілів)
| - 5 — Mitsubishi Lancer Evo X - 12 — Mitsubishi Lancer Evo IX - 1 — Mitsubishi Lancer Evo VI | - 2 — Subaru Impreza Sti N14 - 4 — Subaru Impreza Sti - 1 — Subaru Impreza WRX STi | - 1 — Fiat Abarth Grande Punto S2000 - 1 — Škoda Fabia S2000 |

## Результати
| Місце                             | Пілот                             | Штурман                           | Автомобіль                        | Час                               | Відставання                       | Очок                              |
| Залік чемпіонату світу в абсолюті | Залік чемпіонату світу в абсолюті | Залік чемпіонату світу в абсолюті | Залік чемпіонату світу в абсолюті | Залік чемпіонату світу в абсолюті | Залік чемпіонату світу в абсолюті | Залік чемпіонату світу в абсолюті |
| --------------------------------- | --------------------------------- | --------------------------------- | --------------------------------- | --------------------------------- | --------------------------------- | --------------------------------- |
| 1.                                | Ярі-Матті Латвала                 | Мікка Анттіла                     | Ford Focus RS WRC 08              | 4:00:55,7                         |                                   | 10                                |
| 2.                                | Мікко Хірвонен                    | Ярмо Лехтінен                     | Ford Focus RS WRC 08              | 4:01:25,1                         | +29,4                             | 8                                 |
| 3.                                | Петер Сольберґ                    | Філ Мілз                          | Citroën Xsara WRC                 | 4:02:53,3                         | +1:57,6                           | 6                                 |
| 4.                                | Себастьян Льоб                    | Даніель Елена                     | Citroën C4 WRC                    | 4:04:39,4                         | +3:43,7                           | 5                                 |
| 5.                                | Євґєній Новіков                   | Дейл Москатт                      | Citroën C4 WRC                    | 4:06:07,5                         | +5:11,8                           | 4                                 |
| 6.                                | Метью Вілсон                      | Скот Мартін                       | Ford Focus RS WRC 08              | 4:08:25,0                         | +7:29,3                           | 3                                 |
| 7.                                | Мадс Остберґ                      | Вероніка Енґан                    | Subaru Impreza WRC 08             | 4:14:16,3                         | +13:20,6                          | 2                                 |
| 8.                                | Хеннінґ Сольберґ                  | Като Менкеруд                     | Ford Focus RS WRC 08              | 4:14:16,9                         | +13:21,2                          | 1                                 |
| Залік PC WRC                      |                                   |                                   |                                   |                                   |                                   |                                   |
| 1. (9.)                           | Насер Аль Атіях                   | Джованні Берначчині               | Subaru Impreza Sti N14            | 4:20:39,4                         |                                   | 10                                |
| 2. (10.)                          | Патрік Сандель                    | Еміль Аксельсон                   | Škoda Fabia Super 2000            | 4:20:40,9                         | +1,5                              | 8                                 |
| 3. (14.)                          | Арміндо Араужу                    | Міґель Рамалью                    | Mitsubishi Lancer Evo IX          | 4:24:23,5                         | +3:44,1                           | 6                                 |
| 4. (16.)                          | Патрік Флодін                     | Ґоран Берґстен                    | Subaru Impreza Sti N14            | 4:27:14,9                         | +6:35,5                           | 5                                 |
| 5. (18.)                          | Ейвінд Брюнілдсен                 | Дені Жироде                       | Mitsubishi Lancer Evo IX          | 4:34:37,9                         | +13:58,5                          | 4                                 |
| 6. (24.)                          | Фредерік Сова                     | Тібо Горчица                      | Mitsubishi Lancer Evo IX          | 4:47:14,5                         | +26:35,1                          | 3                                 |
| 7. (25.)                          | Джанлука Лінарі                   | Андреа Цеччі                      | Subaru Impreza STi                | 4:48:10,7                         | +27:31,3                          | 2                                 |
| 8. (26.)                          | Габор Маєр                        | Роберт Тагаї                      | Subaru Impreza Sti                | 4:48:11,3                         | +27:31,9                          | 1                                 |
| Залік JWRC                        |                                   |                                   |                                   |                                   |                                   |                                   |
| 1. (12.)                          | Мартін Прокоп                     | Ян Томанек                        | Citroen C2 S1600                  | 4:23:40,6                         |                                   | 10                                |
| 2. (13.)                          | Міхал Косцюшко                    | Мацєк Шчепаняк                    | Suzuki Swift S1600                | 4:23:53,8                         | +13,2                             | 8                                 |
| 3. (17.)                          | Аарон Буркарт                     | Міхаель Кольбах                   | Suzuki Swift S1600                | 4:31:55,4                         | +8:14,8                           | 6                                 |
| 4. (19.)                          | Іоан Бонато                       | Бенжамін Больо                    | Suzuki Swift S1600                | 4:34:45,2                         | +11:04,6                          | 5                                 |
| 5. (20.)                          | Алессандро Беттега                | Сімон Скаттолін                   | Renault Clio R3                   | 4:35:40,2                         | +11:59,6                          | 4                                 |
| 6. (21.)                          | Ганс Веійс                        | Бьорн Де Ґандт                    | Citroen C2 S1600                  | 4:37:14,2                         | +13:33,6                          | 3                                 |
| 7. (33.)                          | Сімон Бертолотті                  | Лука Целестині                    | Suzuki Swift S1600                | 5:13:03,0                         | +49:22,4                          | 2                                 |

## Швидкісні ділянки етапу
| День          | № ШД | Час стартуж | Назва ШД       | Дистанція, км | Переможець        | Час     | Сер. швидк. км/год | Лідер після ШД    |
| ------------- | ---- | ----------- | -------------- | ------------- | ----------------- | ------- | ------------------ | ----------------- |
| 1 (22 травня) | ШД1  | 10:32       | Sa Conchedda 1 | 14,99         | Ярі-Матті Латвала | 10:33,3 | 85,2               | Ярі-Матті Латвала |
| 1 (22 травня) | ШД2  | 11:08       | Loelle 1       | 22,30         | Дані Сордо        | 13:41,6 | 97,7               | Ярі-Матті Латвала |
| 1 (22 травня) | ШД3  | 11:43       | Crastazza 1    | 27,81         | Ярі-Матті Латвала | 18:24,8 | 90,6               | Ярі-Матті Латвала |
| 1 (22 травня) | ШД4  | 15:57       | Sa Conchedda 2 | 14,99         | Ярі-Матті Латвала | 10:16,3 | 87,6               | Ярі-Матті Латвала |
| 1 (22 травня) | ШД5  | 16:33       | Loelle 2       | 22,30         | Себастьян Льоб    | 13:19,8 | 100,4              | Ярі-Матті Латвала |
| 1 (22 травня) | ШД6  | 17:08       | Crastazza 2    | 27,81         | Ярі-Матті Латвала | 17:57,0 | 93,0               | Ярі-Матті Латвала |
| 2 (23 травня) | ШД7  | 9:45        | Sa Linea 1     | 14,20         | Мікко Хірвонен    | 9:10,5  | 92,9               | Ярі-Матті Латвала |
| 2 (23 травня) | ШД8  | 10:31       | Fiorentini 1   | 22,02         | Себастьян Льоб    | 18:06,4 | 73,0               | Ярі-Матті Латвала |
| 2 (23 травня) | ШД9  | 11:32       | Monte Lerno 1  | 29,15         | Себастьян Льоб    | 19:36,7 | 89,2               | Ярі-Матті Латвала |
| 2 (23 травня) | ШД10 | 16:05       | Sa Linea 2     | 14,20         | Мікко Хірвонен    | 9:05,4  | 93,7               | Ярі-Матті Латвала |
| 2 (23 травня) | ШД11 | 16:51       | Fiorentini 2   | 22,02         | Петер Сольберґ    | 17:53,3 | 73,9               | Ярі-Матті Латвала |
| 2 (23 травня) | ШД12 | 17:52       | Monte Lerno 2  | 29,15         | Себастьян Льоб    | 18:58,6 | 92,2               | Ярі-Матті Латвала |
| 3 (24 травня) | ШД13 | 08:08       | Monte Olia 1   | 19,31         | Ярі-Матті Латвала | 14:24,3 | 80,4               | Ярі-Матті Латвала |
| 3 (24 травня) | ШД14 | 08:42       | Sorilis 1      | 18,66         | Ярі-Матті Латвала | 14:21,1 | 78,0               | Ярі-Матті Латвала |
| 3 (24 травня) | ШД15 | 11:19       | Arzachena      | 10,24         | Хеннінґ Сольберґ  | 5:46,7  | 106,3              | Ярі-Матті Латвала |
| 3 (24 травня) | ШД16 | 12:46       | Monte Olia 2   | 19,31         | Хеннінґ Сольберґ  | 14:02,6 | 82,5               | Ярі-Матті Латвала |
| 3 (24 травня) | ШД17 | 13:20       | Sorilis 2      | 18,66         | Себастьян Льоб    | 13:48,3 | 81,1               | Ярі-Матті Латвала |

ж)- За київським часом